# Об'єднання Кореї

Корейський прапор об'єднання, що використовується на деяких загальнокорейських заходах

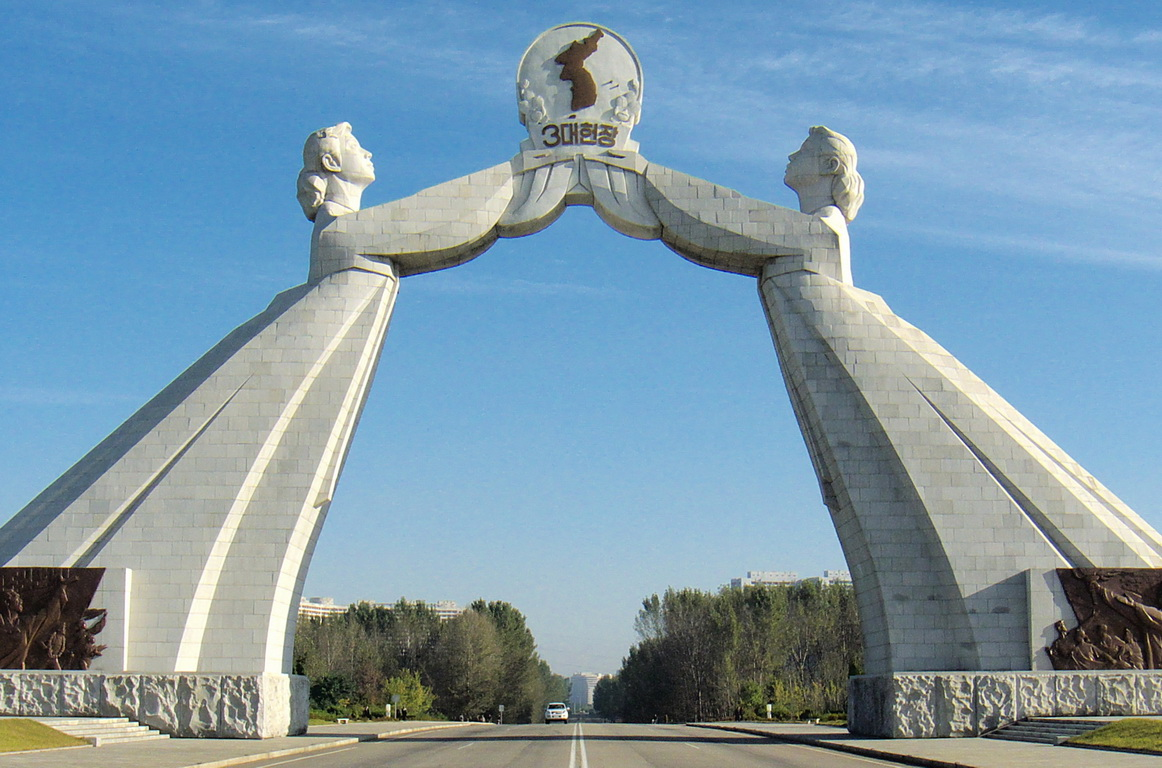
Арка Возз'єднання, символ Президентської декларації про об'єднання Півночі та Півдня від 15 червня 2000, в бік шосе до міста Кесон, в північнокорейській столиці Пхеньяні

Об'єднання Кореї (кор. 남북통일 / 북남통일) — політична мета, заявлена урядами КНДР та Республіки Корея. Полягає у створенні єдиної корейської держави.

## Поділ Кореї
Корея не була єдиною незалежною державою з 1910, коли, згідно Договору про приєднання Кореї до Японії, вона увійшла в склад Японської імперії.
У 1945 вона отримала незалежність за підсумками Другої світової війни.
СРСР та США погодилися, що Корея буде тимчасово розділена по 38-й паралелі на південну та північну зони окупації. У серпні 1945 війська СРСР зайняли північну частину Корейського півострова. Американські ВМС висадилися на півдні Кореї у вересні того ж року.
Спільна комісія СРСР і США, яка зібралася в березні 1946 в Сеулі для обговорення деталей створення тимчасового уряду для всього півострова, не змогла досягти угоди, яка влаштовувала б обидві сторони.
Другий раунд засідань вже в 1947 також не приніс результатів. Тоді, у вересні 1947, США поставили питання про незалежність Кореї перед Генасамблеєю ООН, яка прийняла резолюцію про проведення в країні виборів під наглядом ООН. Однак СРСР не допустив на територію Північної Кореї представників ООН, так що вибори 10 травня 1948 пройшли лише на Півдні.
Американська військова адміністрація припинила свої функції 15 серпня 1948, коли і була проголошена Південна Корея (РК), президентом якої обрано Лі Синмана.
У Північній Кореї управління було передано корейським комуністам, і на початку 1946 утворено Тимчасовий уряд, а після виборів у вищий законодавчий орган 9 вересня 1948 оголошено створення КНДР на чолі з прем'єр-міністром Кім Ір Сеном.
Поділ півострова остаточно закріплено після Корейської війни, що не принесла перемогу жодній зі сторін. КНДР і Республіка Корея не визнали (і досі не визнають) одна одну, вважаючи своєю суверенною територією весь Корейський півострів. Об'єднання Кореї проголошено обома державами як одна з головних цілей.

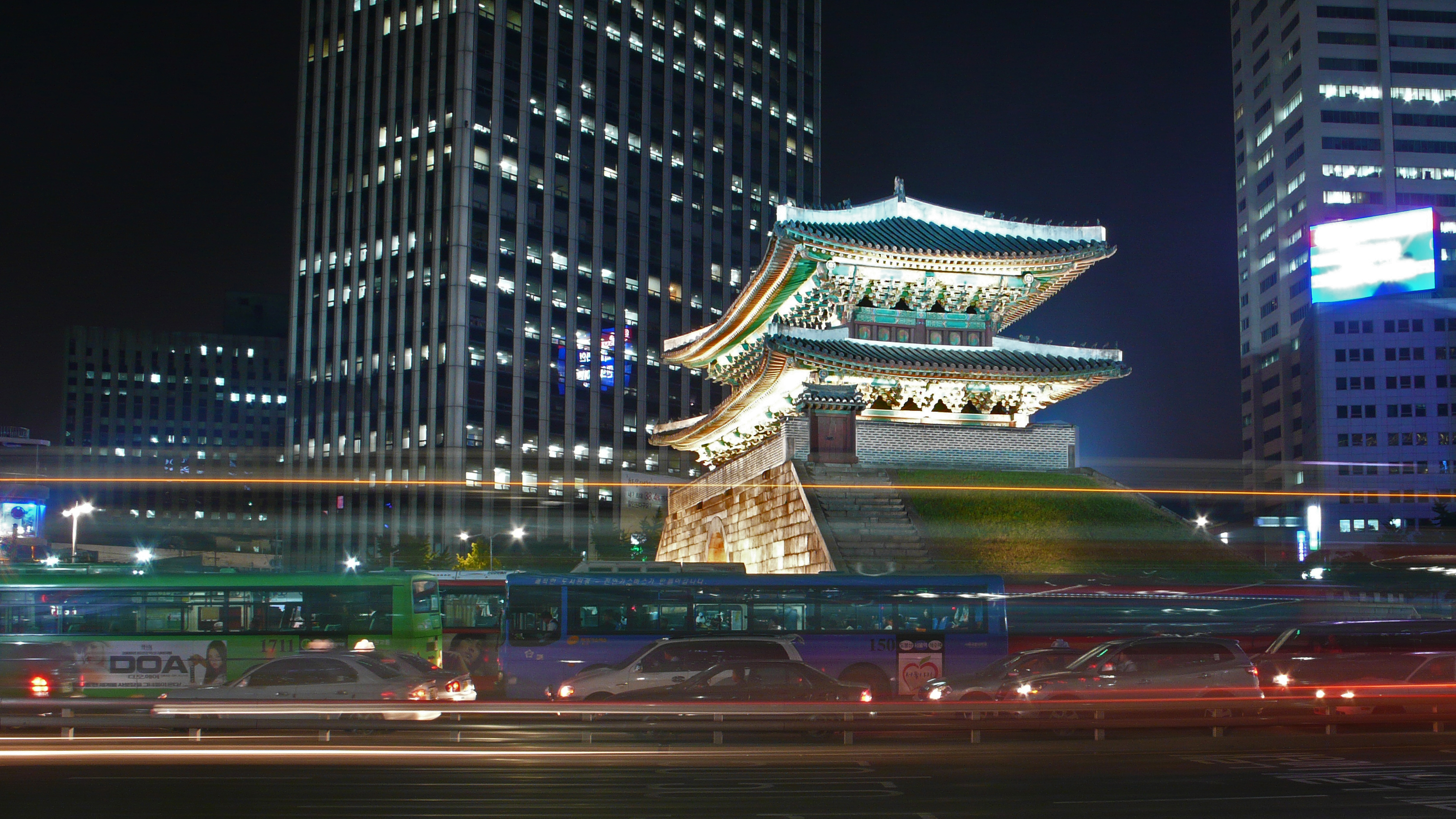
Сеул — столиця постіндустріальної Південної Кореї.

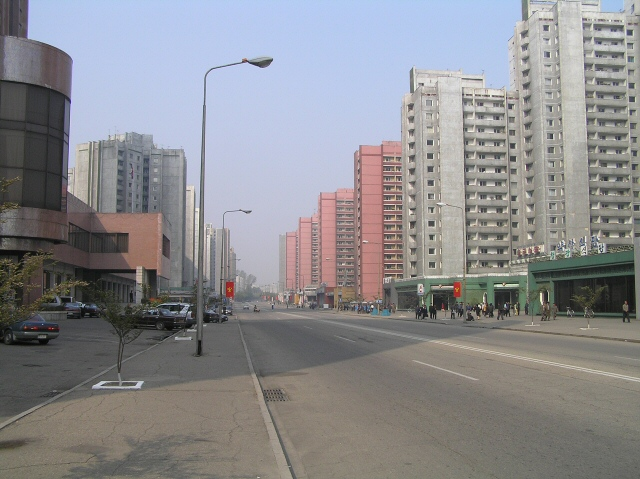
Пхеньян — столиця Північної Кореї

## Концепції об'єднання
Існують три концепції возз'єднання Кореї:
1. Північна Корея поглинає Південну.
2. Південна Корея поглинає Північну.
3. Північ та Південь створюють конфедерацію та поступово йдуть до об'єднання.

Останнім часом перша концепція представляється нереалістичною через величезний розрив в розвитку між двома частинами Кореї. У Південній Кореї ліві політики переважно підтримують третю концепцію, а праві — другу.

#### Зустрічі лідерів двох країн
29 березня 2018 року представники Пхеньяна і Сеула домовилися про проведення 27 квітня зустрічі лідерів двох країн — Кім Чен Ина і Мун Чже Іна в демілітаризованій зоні на кордоні Півночі і Півдня. Для створення мирної атмосфери перед наміченою на 27 квітня зустріччю президента Південної Кореї і північнокорейського лідера південнокорейська влада з понеділка, 23 квітня, припинила пропаганду на кордоні з КНДР.

## Ставлення до об'єднання південнокорейського суспільства
Попри те, що більшість жителів Півдня позитивно оцінюють процес возз'єднання, вони все ж не готові платити за нього: згідно з опитуванням, проведеним компанією «Хьонде», лише 5,9% опитаних готові платити за возз'єднання в рік більше 210 тисяч вон, 30,4% взагалі не хочуть платити, а 24% готові витратити лише символічну суму в 10 000 вон (8,7 доларів США) на рік. Слід зазначити, що згідно з деякими оцінками, поглинання КНДР обійдеться Півдню як мінімум в трильйон доларів США за 20 років — тобто середньому південнокорейцю доведеться платити не менше 1 200 000 вон (1048 доларів США) на рік.